# Club Atlético Platense
Maillots
Actualités
Le Club Atlético Platense est un club argentin de football fondé en 1905. Le club est basé à Florida dans le partido de Vicente López, au nord de Buenos Aires. 
Le Club Atlético Platense reste un club populaire en Argentine même s'il a été relégué à plusieurs reprises en D2 et en D3. Dans les années 1970 le Club Atlético Platense a évité de peu la relégation grâce à une série de miracles lors des dernières journées de championnat.
Platense a survécu au plus haut niveau du football argentin jusqu'à ce qu'il succombe finalement à la relégation en 1999. On assista alors à une forte baisse de niveau du club, sillonnant entre la 2e et la 3e division.

## Palmarès
- Championnat d'Argentine (1)
  - Champion : 2025

- Primera B Metropolitana
  - Champion : 1976, 2005-2006

- Coupe de la Ligue professionnelle argentine
  - Finaliste : 2023

## Anciens joueurs
| - Gonzalo Bergessio - Jorge Borelli - Claudio Borghi - Raúl Alfredo Cascini - Adrián Domenech - Marcelo Espina - Esteban Fuertes - Alfredo Grelak - Santiago Hirsig | - Ángel Labruna - Juan Carlos Morrone - Cristian Nasuti - Raimundo Orsi - Darío Scotto - Santiago Vernazza - José Yudica - David Trezeguet - Atilio García |